# Boetersiella
Boetersiella is een geslacht van weekdieren uit de klasse van de Gastropoda (slakken).

## Soort
- Boetersiella sturmi (Rosenhauer, 1856)